# Blitzlicht

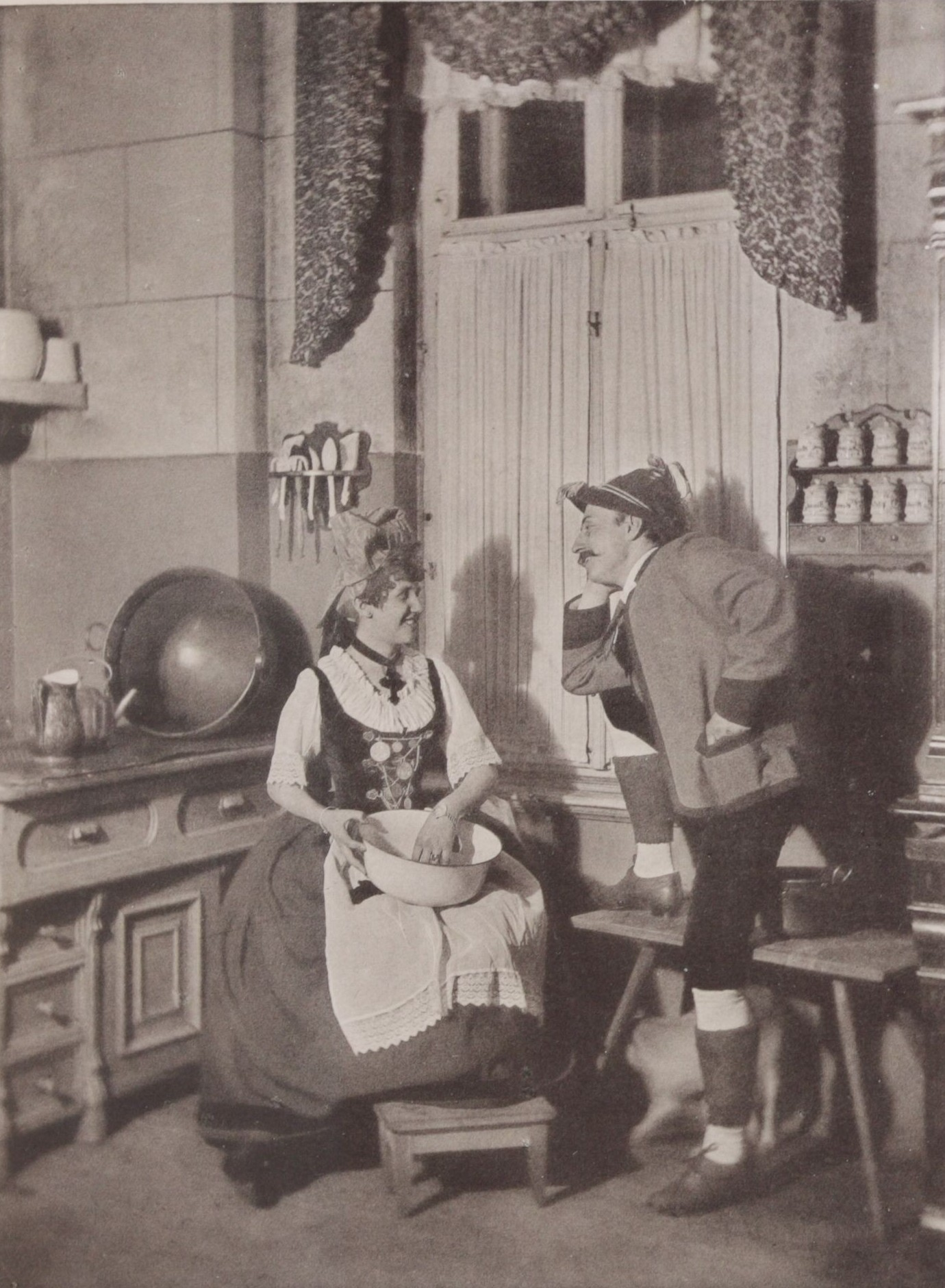
Frühe Gruppenaufnahme mit Magnesium-Blitzlicht von Alfred Naumann

Unter der Sammelbezeichnung Blitzlicht werden in der Fotografie Beleuchtungseinrichtungen zusammengefasst, die mit einem Lichtblitz für die notwendige Objektausleuchtung im Moment der Aufnahme sorgen. Man spricht in diesem Zusammenhang auch von der Blitzlichtfotografie.

## Grundlagen
Eine kurze, blitzartige Beleuchtung reicht in der Fotografie wegen der relativ kurzen Belichtungszeiten aus. Dazu muss die Zeit, in der das Blitzlicht ausgelöst und vom Objekt reflektiert wird, mit der Verschlusszeit der Kamera synchronisiert werden. Da der Blitz im Vergleich zu üblichen Verschlusszeiten sehr kurz leuchtet, muss er zu einem Zeitpunkt ausgelöst werden, zu dem der Verschluss vollständig geöffnet ist. Die kürzeste Verschlusszeit, bei der ein Schlitzverschluss den Film bzw. Sensor zu einem Zeitpunkt vollständig freigibt, nennt man Blitzsynchronzeit.
Durch unterschiedliche Blitzmethoden können verschiedene Effekte und Stimmungen im Foto erreicht werden.
Ein wichtiges Kriterium beim Blitzlicht ist die Lichtfarbe – angegeben in Kelvin. Die meisten aktuellen Blitzgeräte strahlen ein neutral weißes Licht – ähnlich direktem Sonnenlicht – von 5500 K bis 6500 K ab. Sie lassen sich daher problemlos mit Sonnenlicht kombinieren (zum Beispiel beim Aufhellblitzen). In Innenräumen wirkt Blitzlicht im Vergleich zum vorhandenen Glühlampenlicht eher kalt; es ergibt sich unschönes Mischlicht. Dies kann vermieden werden, wenn das Blitzlicht derart gefiltert wird, dass seine Farbtemperatur der vorhandenen Beleuchtung angepasst ist.
Die Leitzahl (LZ) eines Blitzes dient der einfachen Berechnung der Kameraeinstellungen bei Verwendung von Blitzbirnen oder manuellen Einstellungen bei Computerblitzgeräten.
Der Leuchtwinkel eines Blitzgerätes steht für die maximale Objektivbrennweite, bei der das von der Kamera aufgenommene Bild noch vollständig ausgeleuchtet werden kann.
Neben den in den Kameras integrierten Blitzen oder den aufsteckbaren Systemblitzen finden im Studio oder On-Location sogenannte Blitzanlagen Anwendung.

## Geschichte

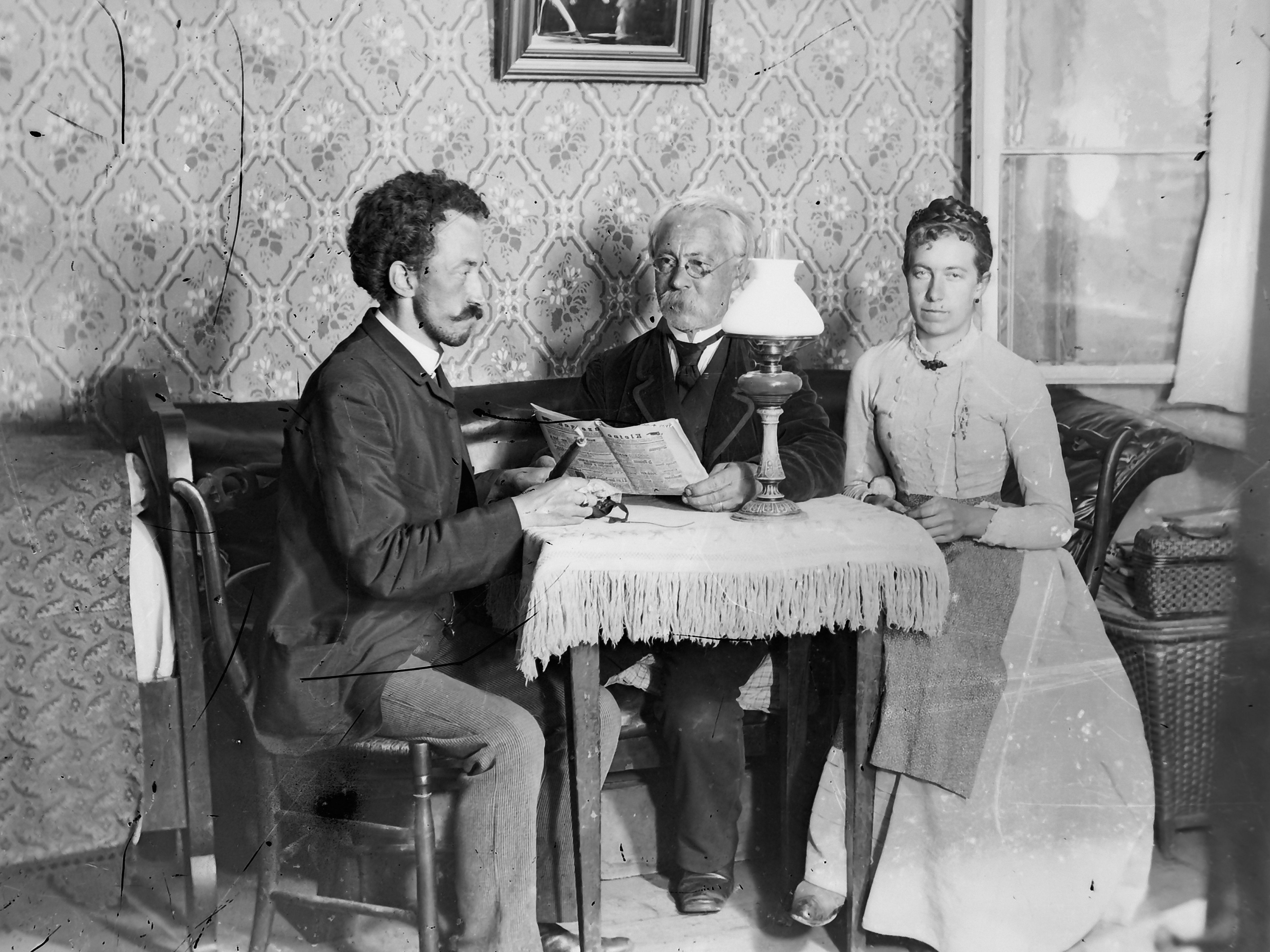
Erste Blitzlichtaufnahme in Mariazell mit Nikolaus, Maria und Anton Kuss im Jahr 1880

1861 kam erstmals Eduard Liesegang, einer der Gründer der Ed. Liesegang oHG, auf die Idee, Magnesium zu entzünden, um es bei der Fotografie als Lichtquelle zu benutzen. Es entstand ein grelles Licht. Die Lichtmenge wurde durch die Dauer und Intensität eines Luftstromes beeinflusst und war schwer zu kontrollieren. Insbesondere bei der Porträtfotografie war das ein Problem.
1887 erfand Adolf Miethe gemeinsam mit Johannes Gaedicke das Blitzlichtpulver aus Magnesium, Kaliumchlorat und Schwefelantimon. Dieses Pulver brannte nur Sekundenbruchteile und ähnelte damit bereits dem heutigen Blitzlicht. Der Nachteil war seine hohe Instabilität, die manchmal zu Unfällen führte.
Abhilfe schaffte die Erfindung der Blitzlichtbirne durch den Physiker Johannes Ostermeier. Er entdeckte 1928, dass reines Magnesium oder Aluminium, das in einer Blitzlichtbirne in einer Sauerstoffatmosphäre untergebracht war, elektrisch gezündet werden konnte. Unter großer Helligkeitsentwicklung verbrannte dieses Material dabei blitzartig in etwa 1/30 Sekunde. Nachteilig war, dass einmal verwendete Blitzlichtbirnen nicht wiederverwendet werden konnten. Zur selben Zeit wurde in Berlin die Sonne in der Westentasche beworben, bei deren Zündung ein Magnesiumband abgebrannt wurde.
Harold E. Edgerton, Professor am Massachusetts Institute of Technology (MIT), entwickelte Ende der 1930er Jahre das erste Elektronenblitzgerät, das mit Hilfe einer Blitzröhre einen kurzen, sehr hellen Lichtblitz erzeugt. Damit war es erstmals möglich, rasch aufeinanderfolgende Blitzaufnahmen zu erstellen.
Der aus Marburg stammende Heinrich Bonn erfand 1933 den synchronisierten Blitz. Die Eintragung als Gebrauchsmuster des Deutschen Reiches erfolgte am 11. August 1933. Die Erfindung verkaufte er 1934 für 250 Reichsmark an die Firma Leitz.
Der erste Fotoapparat mit eingebauter Blitzsynchronisation war 1935 die Exakta Modell B der Firma Ihagee in Dresden, er arbeitete mit Osram Vacublitz Blitzbirnen.

## Blitzsysteme

### Blitzlicht mit offener Flamme

#### Magnesiumlicht

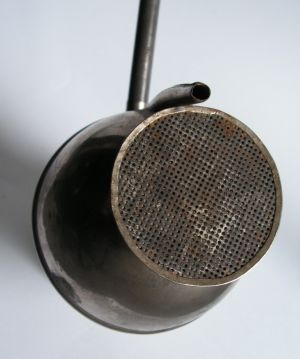
Der Brenner der Pettibone-Pustlichtlampe (um 1895). Durch das hinter dem Brenner sichtbare Rohr wird das Magnesiumpulver in die Flamme geblasen

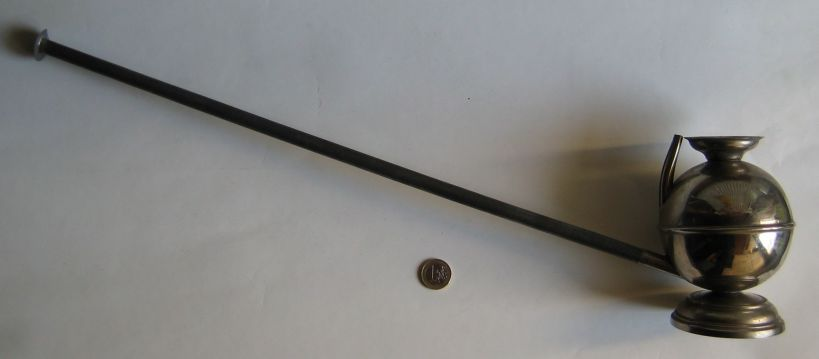
Die Pettibone-Pustlichtlampe, Seitenansicht

Magnesium wurde 1755 durch den britischen Chemiker Joseph Black (1728–1799) als eigenes chemisches Element erkannt. Nachdem Prof. Robert Bunsen (1811–1899) und Sir Henry Enfield Roscoe (1833–1915) die Eigenschaften des Magnesiums näher untersucht hatten, schlug Paul Eduard Liesegang (1838–1896) 1861 vor, mit Magnesiumlicht zu fotografieren:

„Eine vorzüglich aktinisch wirksame Lichtquelle ist nach den photochemischen Studien von Bunsen und Roscoe das Magnesium, welches mit Leichtigkeit Feuer fängt und mit einer äußerst brillanten Flamme brennt. … Nach Bunsens Untersuchungen ist die photogenische Kraft der Sonne nur 36mal stärker als die des brennenden Magnesiums. … Wir glauben nicht, dass es schon zu photographischen Zwecken benutzt worden ist.“

Die ersten Blitzlichtanordnungen waren Pustlichtlampen. Da sich reines Magnesium erst bei hohen Temperaturen entzündet, wurde bei diesen Lampen das reine Magnesiumpulver durch Blasen in eine heiße Flamme entzündet. Dabei wurde ein grelles Licht erzeugt. Das Blasen wurde häufig mit einem kleinen Gummiballblasebalg durch Zusammendrücken mit der Hand erzeugt, so dass eine Art Lichtblitz entstand. Die Anzahl der Luftstöße und die Dauer des Blasens regulierten die abgegebene Lichtmenge. Ein kurzes Blitzlicht im heutigen Sinne entstand dabei nicht. Auch dünne Magnesiumfolie, dünner Magnesiumdraht oder dünnes schmales Magnesiumband brannte in der Luft nach dem Anzünden mit grellem Licht ab und wurden bis zum Zweiten Weltkrieg zur Erzeugung von Licht für fotografische Zwecke verwendet.
Bei der Porträtfotografie stellte das plötzlich aufflammende und einige Sekunden anhaltende grelle Magnesiumlicht ein großes Problem dar, da die Modelle geblendet wurden und erschraken. „Das Resultat wird, selbst wenn keine zu markante Unschärfe vorhanden ist, ein gequältes, unähnliches, verängstigtes Gesicht sein, mit geistlosem Ausdruck und krebsartig hervorquellenden Augen“ wie Adolf Miethe und Johannes Gaedicke es in ihrem Buch Praktische Anleitung zum Photographiren bei Magnesiumlicht von 1887 ausgedrückt haben.

#### Blitzlichtpulver

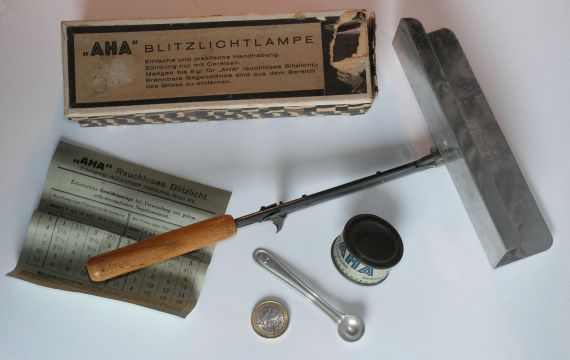
Eine Lampe für Blitzlichtpulver

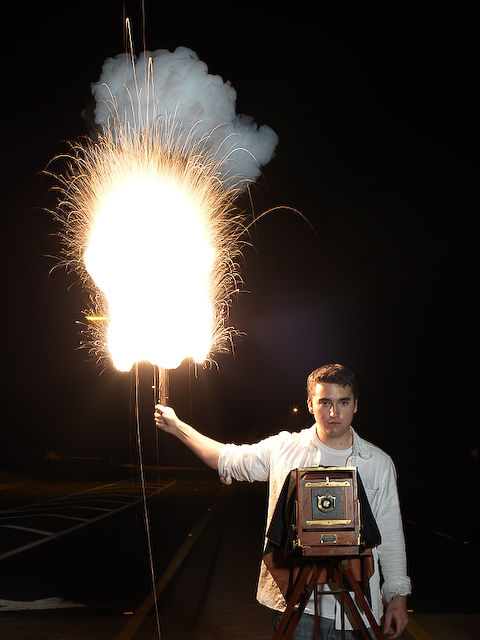
Verwendung eines Magnesiumblitzes aus dem Jahre 1909

John Traill Taylor fand 1865 heraus, dass Magnesiumpulver vermischt mit Kaliumpermanganat manuell angezündet werden konnte und dann mit sehr starkem kurzen Leuchten verbrannte. Seneca Ray Stoddard ersann 1882 eine an der Kamera befestigte Blitzlampe für Blitzlichtpulver zur Verwendung für aufgehellte Nachtaufnahmen im Freien. Der Betrieb derselben war noch sehr gefährlich. Auch Stoddard zog sich bisweilen Verbrennungen zu. Adolf Miethe und Johannes Gaedicke entwickelten 1887 ein Blitzpulver, indem sie dem Magnesium Kaliumchlorat und Antimon(III)-sulfid beimischten. George R. Lawrence verbesserte das in den USA angebotene Blitzlichtpulver, so dass es heller leuchtend mit weniger Rauch abbrannte, und machte es elektrisch zündbar und erfand einen regenschirm-ähnlichen Raucheinfänger dazu, so dass das Blitzlichtverbot in Innenräumen aufgehoben wurde.
Ihnen ging es dabei speziell um die Kürze des Aufleuchtens bei gleicher wirksamer Gesamtlichtmenge. Die blitzartige Verbrennung in etwa 1/30 Sekunde ermöglichte Aufnahmen von Personen und lebenden Objekten, ohne dass die Reaktion auf den hellen Blitz in der Fotografie erkennbar wurde. Die von ihnen zum Patent angemeldete Blitzpulvermischung kam daher bald in allgemeinen Gebrauch.
Die Mischung war jedoch hochexplosiv. Es wird von mehreren großen Unfällen mit Toten und Verletzten bei der Explosion von ganzen Blitzlichtpulverfabriken berichtet. Am 30. Mai 1903 patentierte die „Aktien-Gesellschaft für Anilin-Fabrikation in Berlin“ (Agfa) Blitzlichtpulvermischungen, die Nitrate der Elemente Thorium, Cer oder Zirconium enthielten. Neben einer gesteigerten Lichtstärke ergab sich dadurch eine geringere Explosionsgefahr und eine auf 1/10 des Üblichen reduzierte Rauchentwicklung. Das offene Feuer, der Rauch und die alles verschmutzende Magnesiaschicht blieben jedoch die größten Probleme bei der Blitzlichtpulverfotografie. Auch in Stummfilmen wurden teilweise Unfälle mit Blitzlichtpulver dargestellt.
Bis in die 1960er Jahre hielten sich jedoch die Beutelblitze auf dem Markt, da sie bedeutend billiger als Blitzbirnen waren. Bei ihnen handelte es sich um mit Blitzlichtpulver gefüllte Papierbeutel in Form heutiger Teebeutel, an denen unten ein langer präparierter Papierstreifen als Lunte angebracht war. An der Oberseite war eine Aufhängeschnur, mit der man den Blitzbeutel zum Beispiel an einem Besenstiel befestigen konnte. Man musste darauf achten, dass abfallende, noch glühende Reste des Blitzbeutels keine Sengschäden anrichten konnten.
Die Herstellung von Blitzlichtpulver unterliegt in Deutschland dem Sprengstoffrecht und ist somit für Privatpersonen ohne erforderliche Prüfung verboten.
Das Fotografieren mit Magnesium und Blitzlichtpulver erfolgte in der Regel ohne Synchronisation, d. h., der Fotograf öffnete zunächst den Kameraverschluss, zündete dann möglichst schnell den Blitz und schloss anschließend den Verschluss wieder.

### Blitzgeräte für Blitzbirnen
Eine enorme Verbesserung und Arbeitserleichterung gegenüber dem Blitzpulver brachten die Blitzbirnen. Über einen elektrischen Synchronkontakt, die M-Synchronisation der Kamera, wurde die Zündung der Birne ausgelöst. Der Blitz wurde bereits ausgelöst, noch bevor der Verschluss vollständig geöffnet war, da der chemische Prozess der Verbrennung erst in Gang kommen musste. Damit war gewährleistet, dass der Verschluss des Fotoapparates vollständig geöffnet war, wenn die maximale Helligkeit des Glaskolbenblitzes erreicht war. In der Regel wurde vor dem Blitz über einen Vorwiderstand ein Kondensator von einer Stromquelle (Batterie o. a.) aufgeladen. Der aufgeladene Kondensator wurde dann über die Blitzbirne kurzgeschlossen und definiert entladen, dabei zündete diese.

Blitzgeräte für Blitzbirnen
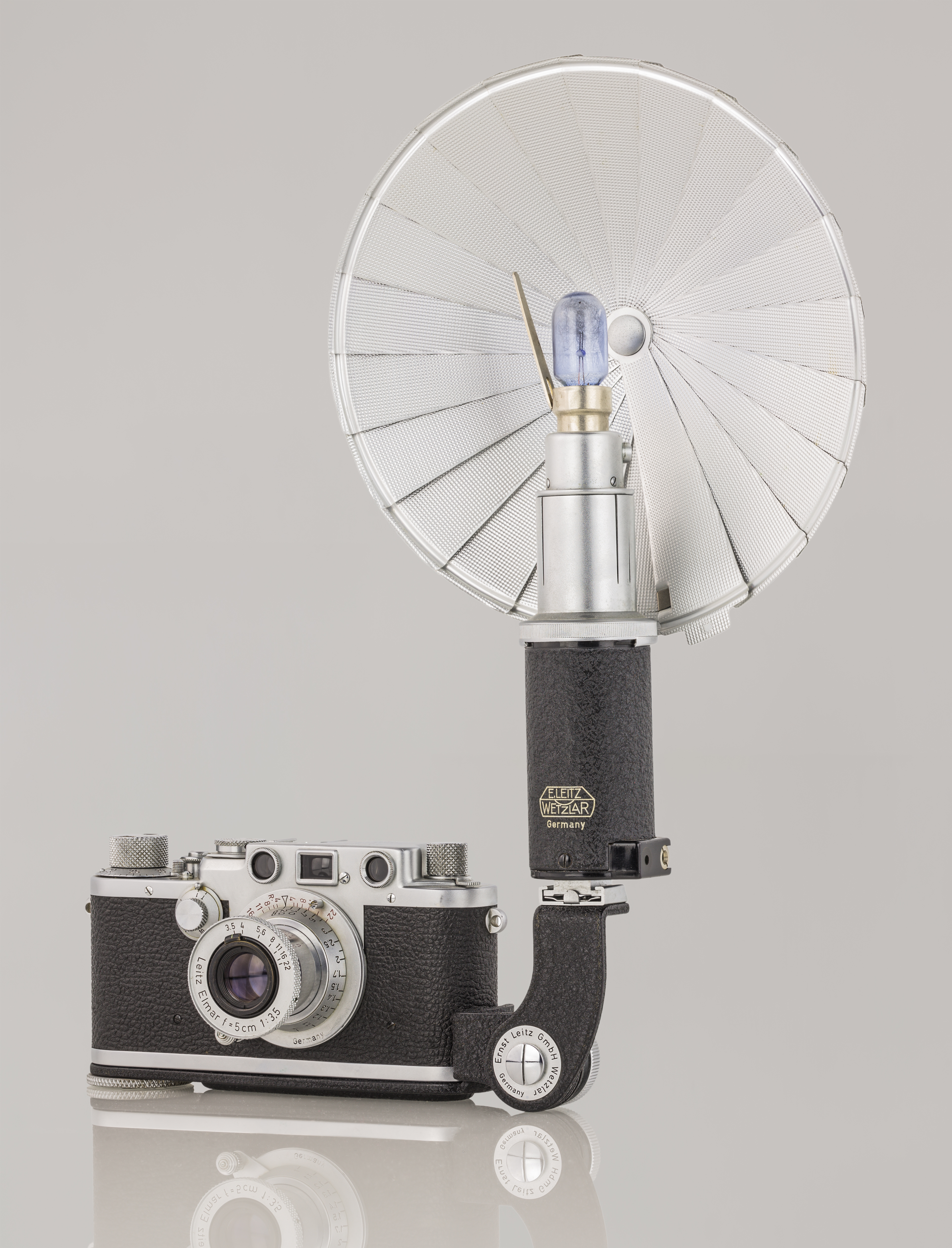
Leica IIIf (1951) mit Leitz CTOOM-Blitzschiene und CEYOO-Blitzleuchte
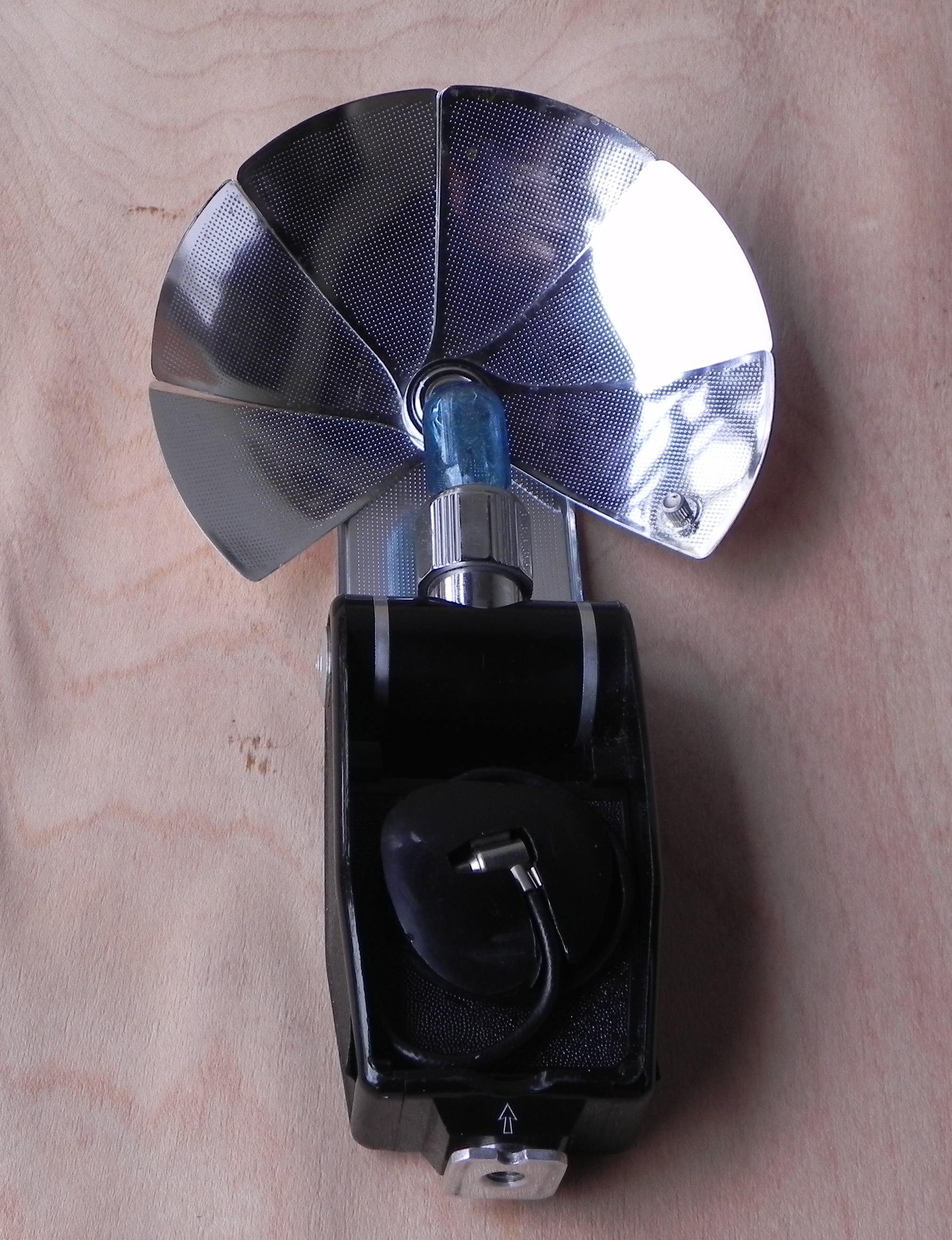
Agfalux 6872 – großer Fächer
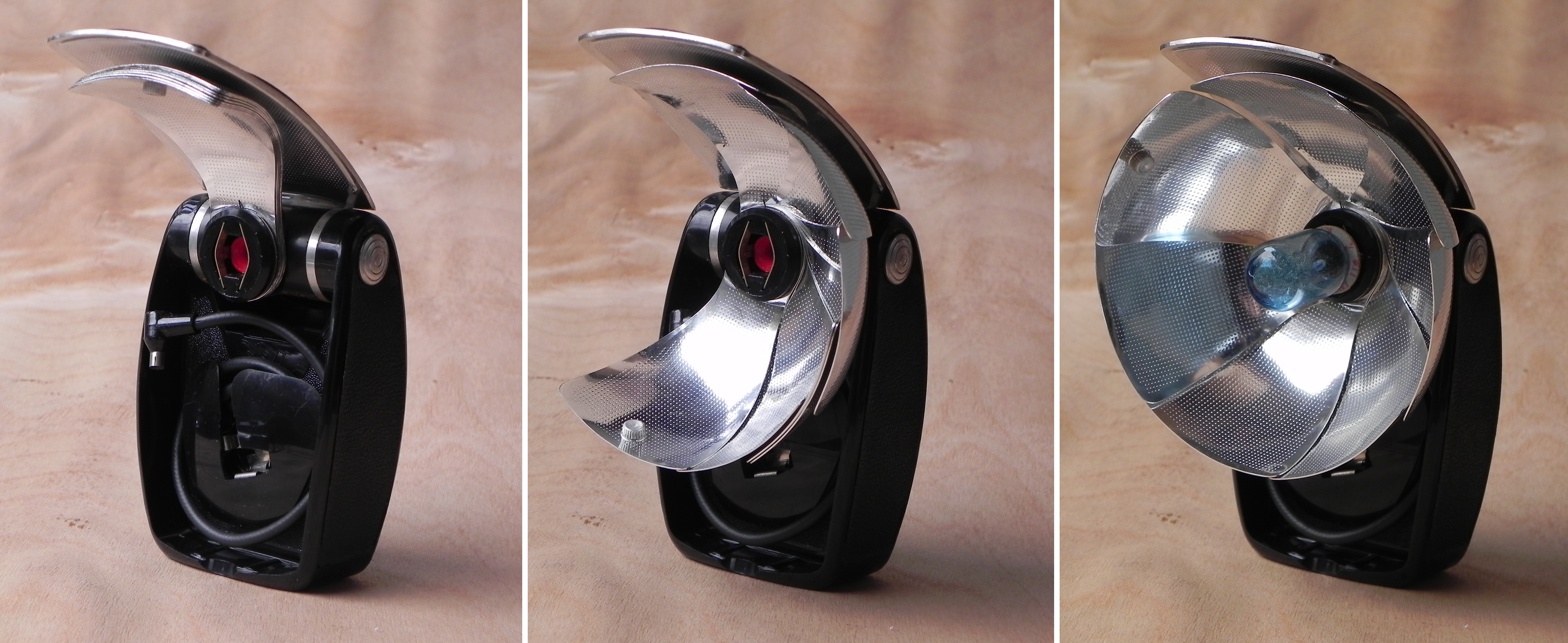
Agfalux 6874 – kleinerer Fächer – Auffächerung des Blitzgerätes
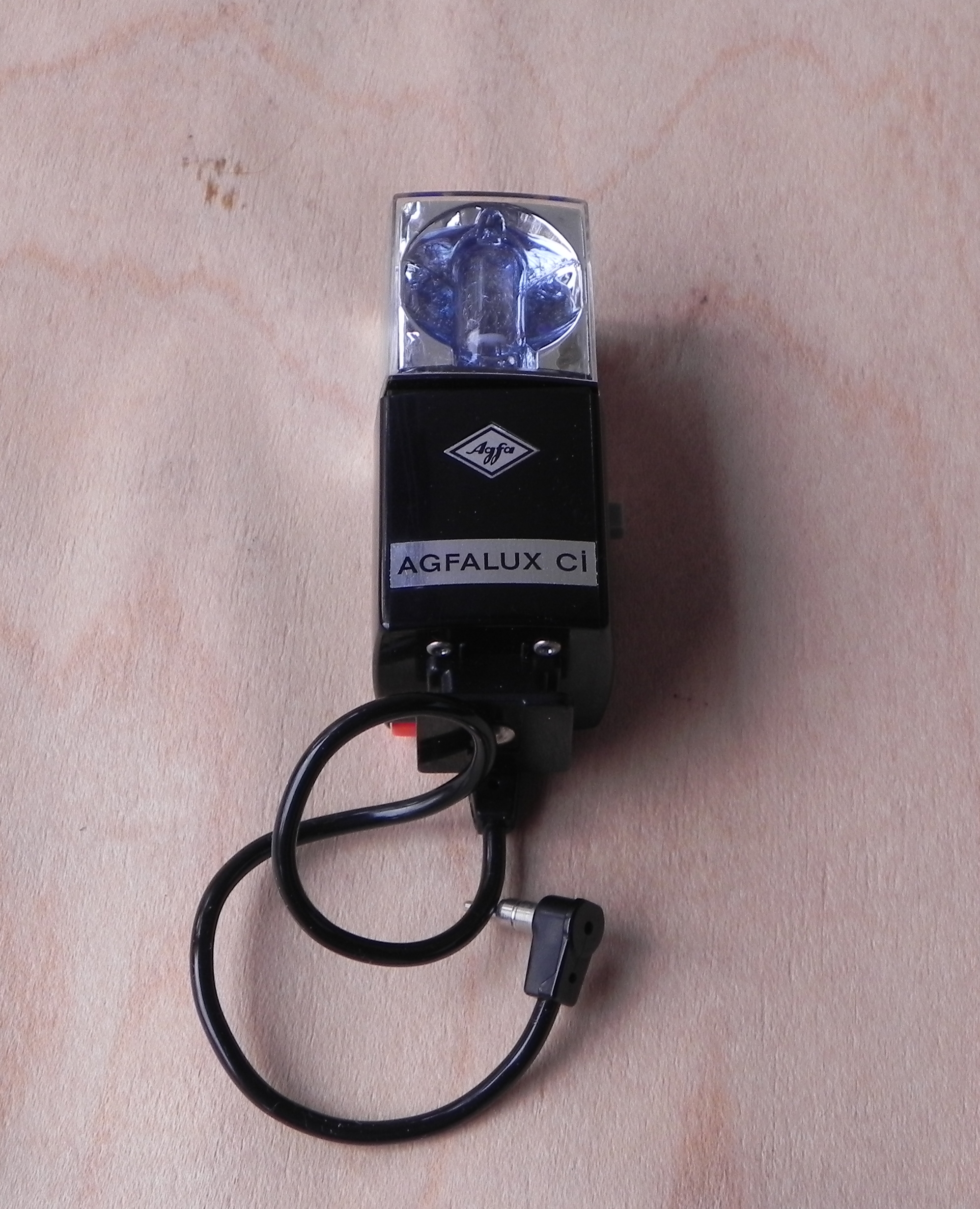
Agfalux Ci – Miniblitzgerät für Blitzwürfel

### „Fischer Tausend-Blitz“
Dieser „Blitz“ wurde von Artur Fischer 1954 erfunden. Er bildete einen Übergang vom „pyrotechnischen“ Blitz, bei dem Material einmalig verbrennt zum fast beliebig oft auslösbaren elektronischen Blitz dar.
Es handelte sich um eine Glühlampe mit typisch 10 parallel geschalteten Glühfäden aus Wolfram-Drahtwendel, die mit Netzspannung zum maßvollen Leuchten als Einstelllicht gebracht wurde. Zum Augenblick der Aufnahme wurde Spannung und Strom durch ein Vorschaltgerät für ca. 1⁄125 s stark erhöht, so dass die Lichtstärke innerhalb eines kurzen Zeitintervalls von etwa 1⁄25 s außerordentlich erhöht war, also ein kurzdauernder, abklingender „Blitz“ aufleuchtete. Die damit einhergehende Überlastung jedes Glühfadens wurde dabei so kurz gehalten, sodass immerhin typisch 1000 „Blitze“ gezündet werden konnten, bevor die Lampe durch Durchbrennen mehrerer Glühfäden unbrauchbar wurde. Das Gerät konnte sich nur wenige Jahre am Markt halten. Hergestellt wurde das Gerät mit der tausendmal blitzenden Glühlampe mit Bajonettsockel und zwei Fußkontakten in der Lampenfabrik Dr. Günther Fischer, Limburg an der Lahn, Hessen.

### Elektronenblitzgeräte

Blitz einer Xenon-Blitzlampe

Als Elektronenblitz, Elektronenblitzgerät oder Röhrenblitzgerät bezeichnet man in der Blitzlichtfotografie ein Blitzgerät, das mit einer auf der 1938 von Harold E. Edgerton am Massachusetts Institute of Technology entwickelten Gasentladungsröhre basierenden Blitzlampe arbeitet. Es gibt mithilfe des während der Gasentladung kurzzeitig unter hohem Druck stehenden Füllgases Xenon Licht mit hohem Farbwiedergabeindex und einer Farbtemperatur ab, die etwa der des Tageslichts entspricht.
In Deutschland wurde das erste entsprechende Gerät 1948 vom Unternehmen Dr. Ing. Mannesmann auf den Markt gebracht.
Das Elektronenblitzgerät gibt während einer kurzen Dauer (etwa 1/300 Sekunde bis herunter zu etwa 1/40.000 Sekunde) Licht von hoher Intensität ab. Bei Spezialkonstruktionen sind Aufnahmen mit einer Belichtungszeit bis herab zu einer Millionstelsekunde möglich. Diese Werte sind die Dauer des Lichtblitzes und haben nichts mit der Blitzsynchronzeit zu tun; der kürzesten Belichtungszeit, in der der Verschluss eines Fotoapparats vollständig geöffnet ist und der Blitz die gewünschte Leistung vollständig abgibt.
Mobile Elektronenblitzgeräte werden entweder über den Blitzschuh mit der Kamera gekoppelt, mit einem Synchronkabel an die Kamera angeschlossen oder als sogenannter entfesselter Blitz vollkommen drahtlos ausgelöst. Für die drahtlose Auslösung werden in der Regel spezielle Funkauslöser verwendet, es gibt aber auch rein optische Lösungen, die mit einem Steuerblitz ausgelöst werden.
Bekannt sind weiterhin mehr oder minder ortsgebundene Studioblitzgeräte, die ebenfalls auf Edgertons Gasentladungsröhre basieren.
Die maximale Lichtmenge eines Elektronenblitzgeräts wird heute meist mit der Leitzahl bei einer gegebenen Filmempfindlichkeit und einem gegebenen Ausleuchtwinkel angegeben. Andere Angaben sind Wattsekunden (Joule), die jedoch den elektrischen Energieinhalt des Speicherkondensators angeben. BCPS (Beam Candle Power Seconds) oder ECPS (Effective Candle Power Seconds) geben das Produkt aus Beleuchtungsstärke und Blitzdauer an, sind also direkte Angaben zur erzielbaren, zurück in die Kamera gelangenden Lichtmenge.
Die Belichtung kann teilweise über die Blitzdauer variiert werden: Manche Elektronenblitzgeräte können anhand der im Verlauf des Blitzes zurückgeworfenen Lichtmenge den Blitz durch Kurzschluss oder Unterbrechung der Gasentladung abbrechen (siehe Computerblitz). Bei modernen Kamerasystemen hat sich die Steuerung des Blitzes (Lichtmengenzählung) durch die Kamera durchgesetzt, etwa bei der TTL-Blitzmessung.
Die gängigsten Bauformen sind das Aufsteck-, das Stab- und das Ringblitzgerät. Letzteres dient vorwiegend zur gleichmäßigen Ausleuchtung in der Makrofotografie sowie zum Erzeugen bestimmter Lichteffekte in der Porträtfotografie.
Folgende Typen von Elektronenblitzgeräten sind verbreitet:
- Eingebautes Blitzgerät – vor allem bei Kompaktkameras
- Aufsteckblitzgerät (Kompaktblitzgerät)
- Handblitzgerät (Stabblitzgerät)
- Studioblitzgerät

Ferner gibt es Adaptersysteme, um Aufsteckblitzgeräte mit Zubehörteilen wie bei den Studioblitzgeräten betreiben zu können.

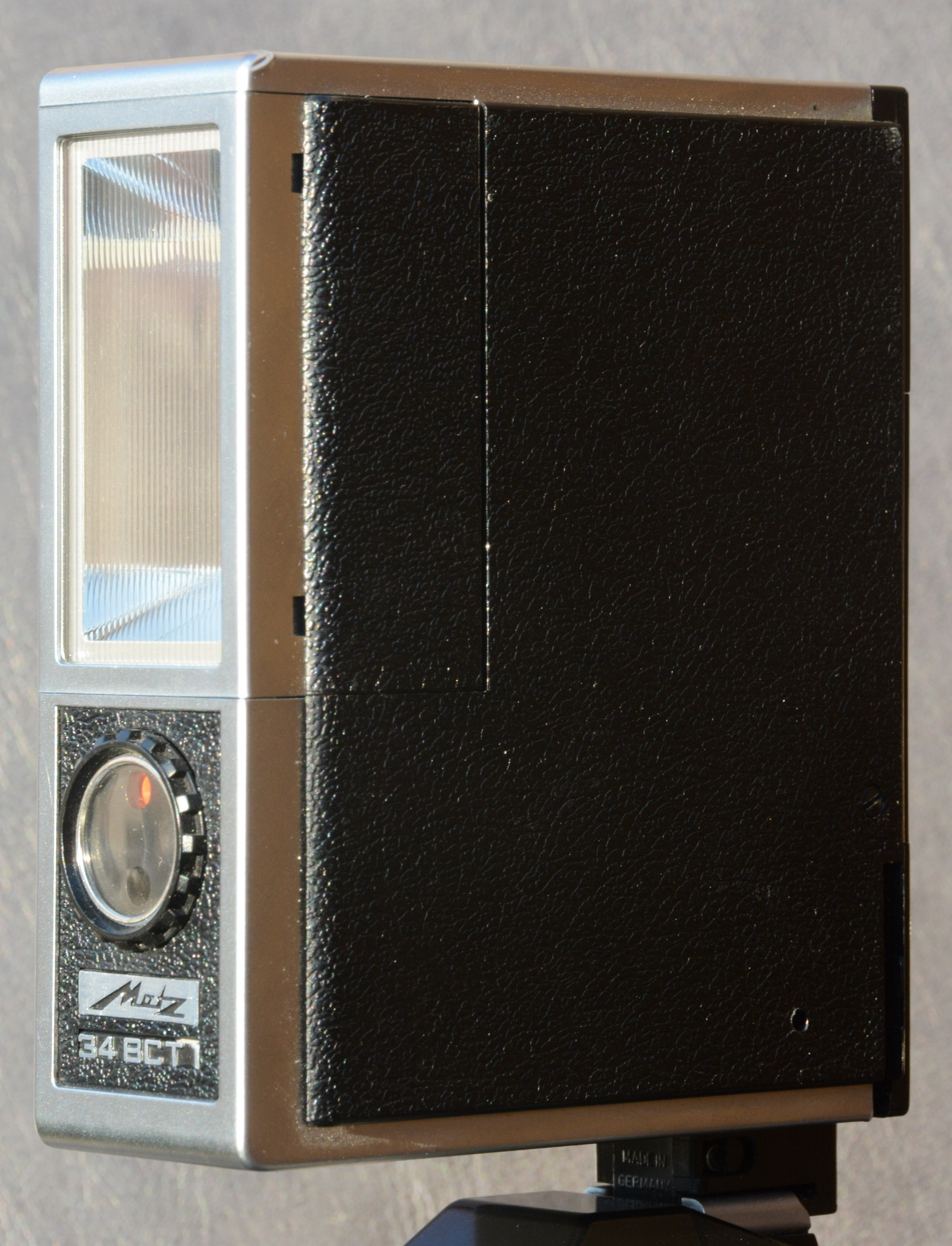
Aufsteck-Elektronenblitz
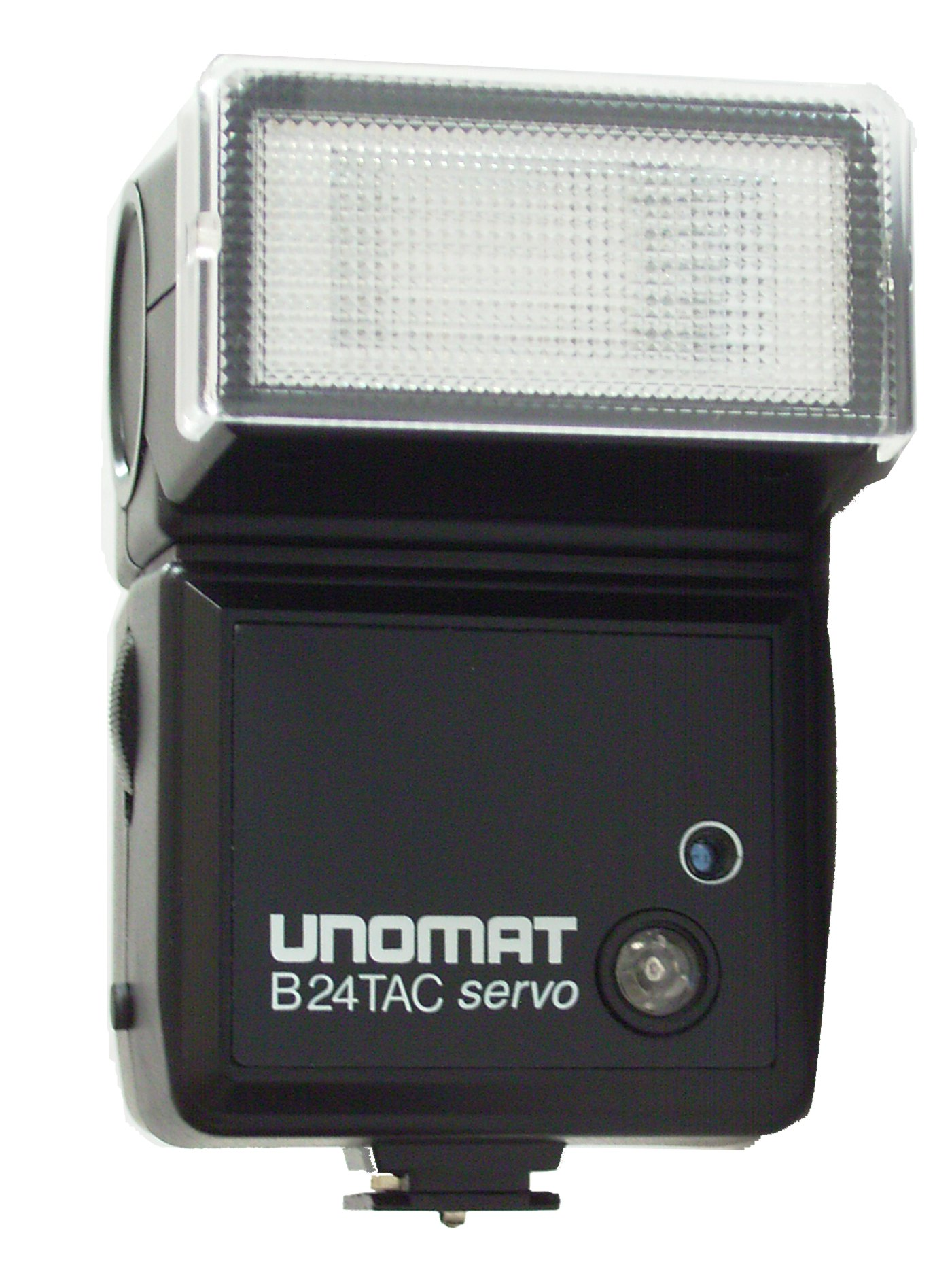
Vorderseite eines externen Blitzgeräts
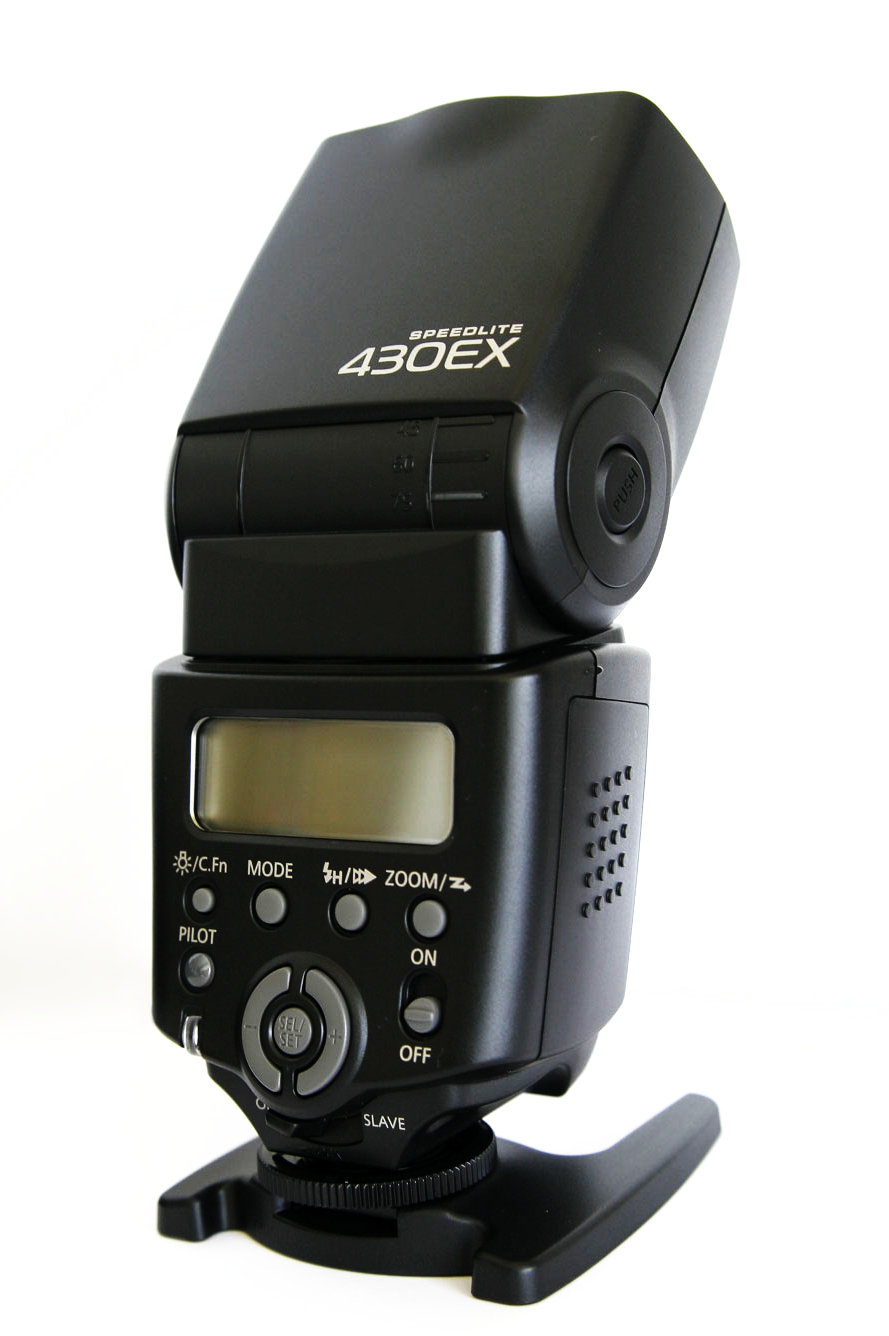
Modernes Aufsteckblitzgerät
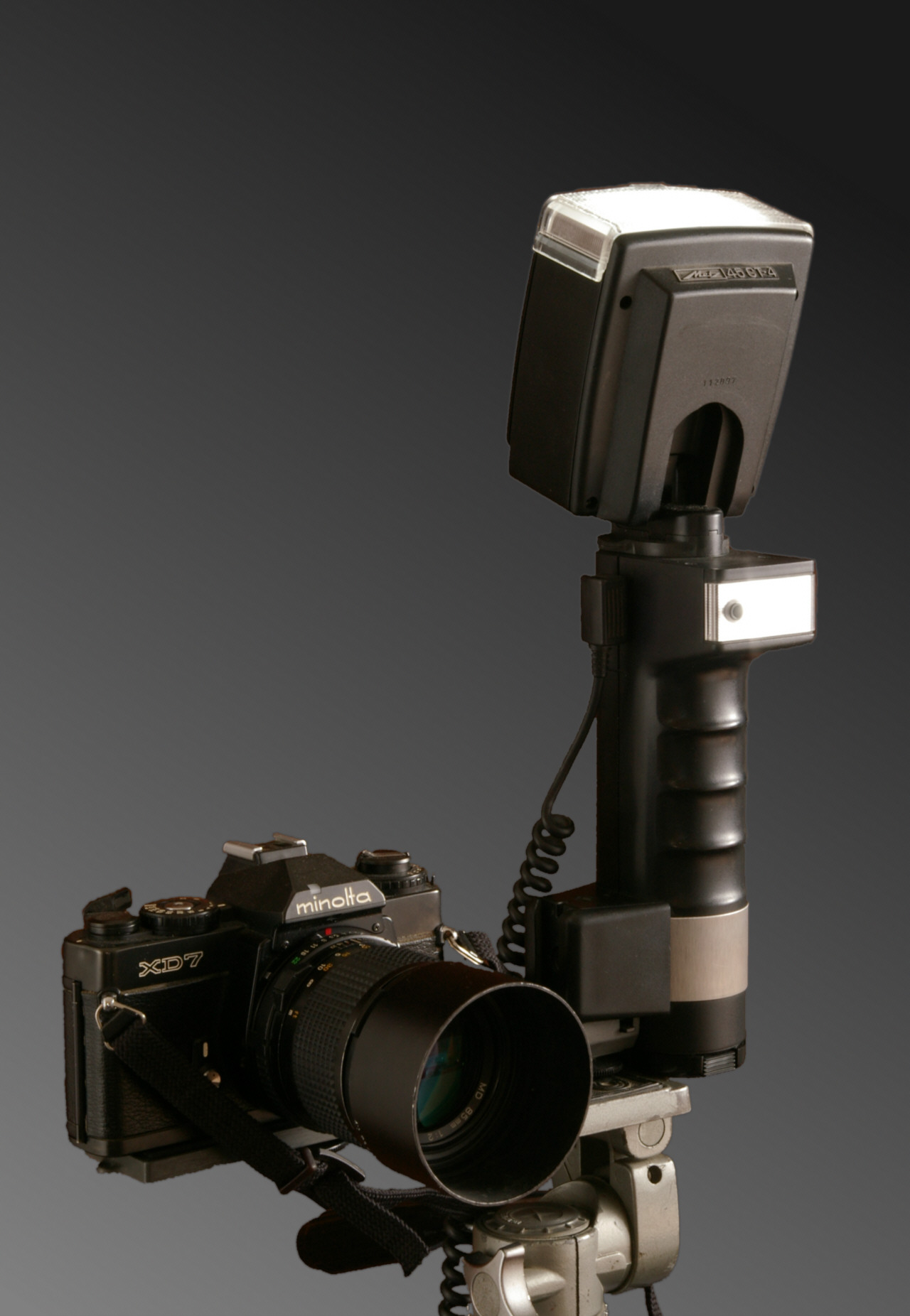
Klassisches Stabblitzgerät, hier mit Zweitreflektor zum Aufhellen

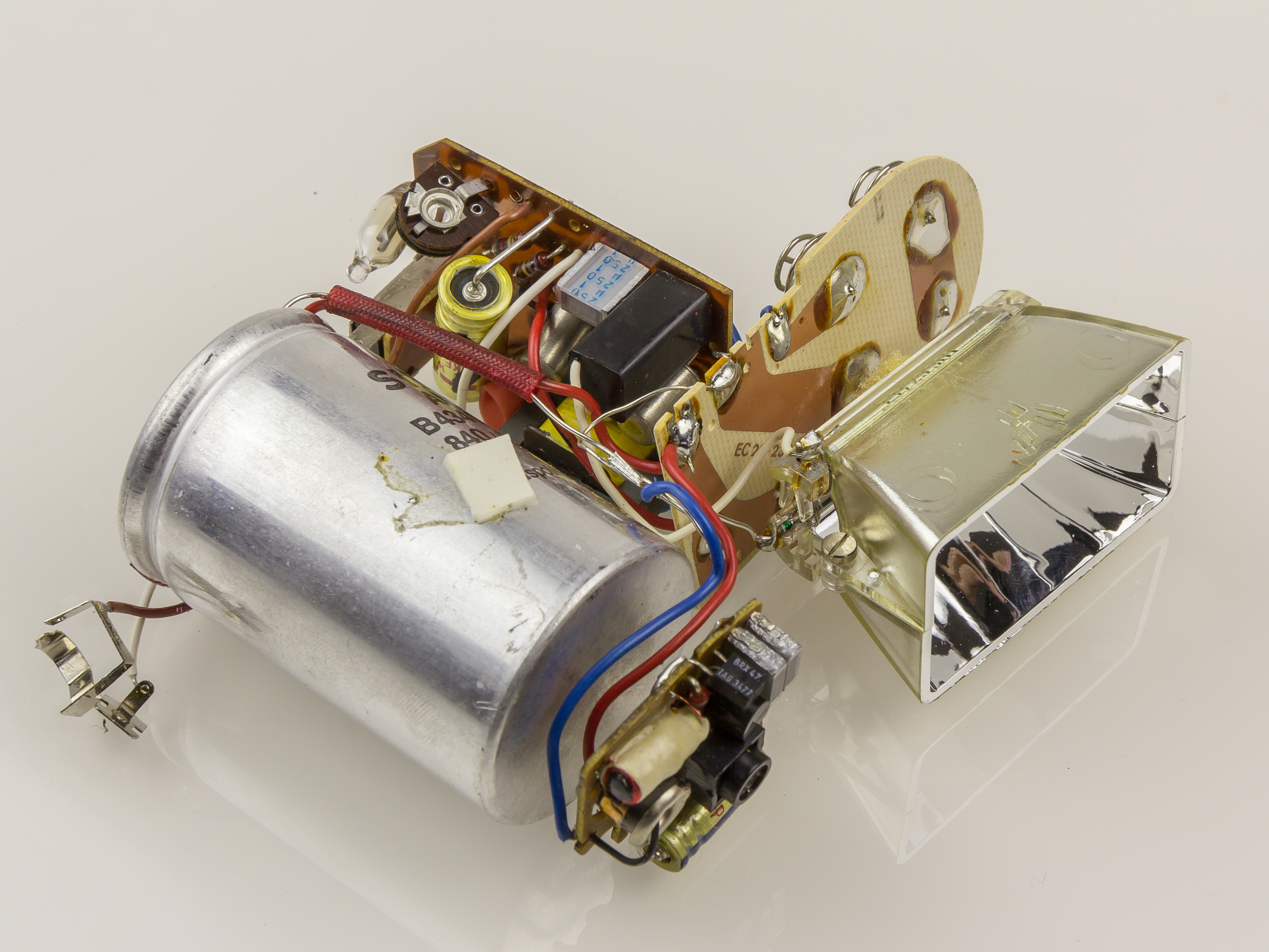
Demontierter Elektronenblitz: Links der Kondensator, rechts die Blitzröhre im Reflektor. Oben die Steuerungselektronik

Heutige Elektronenblitzgeräte arbeiten mit xenongefüllten Blitzröhren, die zehntausendfach verwendet werden können. Beim Auslösen wird dabei ein zuvor auf einige hundert Volt aufgeladener Kondensator entladen, wodurch im Inneren der Blitzlampe eine sehr kurze, helle Gasentladung erzeugt wird. Die typische Leuchtdauer dieses Blitzes liegt je nach Leistung und Ansteuerung zwischen etwa 1/300 und 1/40.000 Sekunde. Das ist wesentlich kürzer als bei den „Blitzwürfeln“ und bei der Wahl der Belichtungszeit zu berücksichtigen (siehe Blitzsynchronzeit, Blitzbelichtungsmessung und Verlängerungsfaktor).
Viele moderne Fotokameras haben ein Blitzlicht eingebaut. Hochwertige Kameras verfügen zudem über einen Blitzschuh, auf den externe Blitzgeräte aufgesteckt werden können. Seitdem die Mikroelektronik Mitte der 1980er Jahre Einzug in die Kameratechnik erhalten hat, sind diese meist auf das jeweilige Kameramodell abgestimmt, um mit dessen Automatikfunktionen zusammenzuwirken. Fremdhersteller bieten Blitzgeräte an, die mit Blitzadaptern (SCA-System) an unterschiedliche Kameras angepasst werden können.
Der Elektronenblitz hat frühere, auf chemischer Verbrennung basierende Blitzbirnen fast völlig abgelöst.

## Computerblitz
Die ersten Computerblitzgeräte wurden fast gleichzeitig in den 1960er Jahren von den Firmen Honeywell (USA) und Rollei vorgestellt. Da in dieser Zeit der Computer im öffentlichen Bewusstsein auftauchte, wurde dieses geregelte Blitzgerät aus Imagegründen mit dem Trendnamen der Zeit verknüpft. Der Namensteil „Computer“ war aber irreführend, denn in den Geräten liefen keine Berechnungen im Sinne eines Computerprogramms ab.
Die technische Funktion ist eine reine Regelung: Ein Sensor im Blitzgerät misst das reflektierte Licht aus dem Bildraum und schaltet den Blitz beim Erreichen einer eingestellten Schwelle ab. Die Belichtung ist damit korrekt erfolgt.
Durch das vorzeitige Abschalten können sehr kurze Blitzzeiten entstehen, die schon den Bereich der Ultrakurzzeitfotografie erreichen. Während die Standardblitzdauer eines ungeregelten Elektronenblitzgerätes ca. 0,001 s beträgt, kann die Zeit durch die schnelle Abschaltung des Blitzes auf 0,00002 s (20 µs) zurückgehen. Dadurch werden spektakuläre Aufnahmen möglich. So warb Rollei bei der Einführung des Computerblitzgeräts mit einem Bild, auf dem zu sehen war, wie sich eine Pistolenkugel durch eine (Skat-)Spielkarte entlang der Papierebene pflügte.
Die Einschränkung auf die reine Regelung gilt nicht mehr für die modernen Computer-Blitzgeräte, deren komplexe Funktionen und Steuerung durch die Kamera nur noch durch den Einsatz von Mikroprozessoren realisierbar sind.

### Technische Details

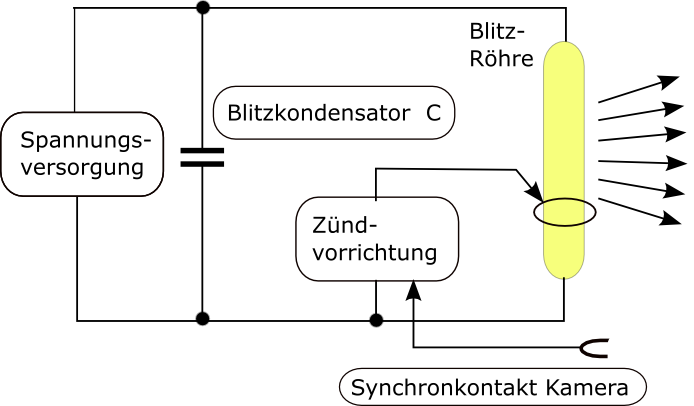
Bild 1: Prinzipschaltbild eines elektronischen Blitzgeräts

Zum Verständnis der Funktion eines elektronischen Blitzgeräts siehe Bild 1.
Die Spannungsversorgung bezieht ihre Energie entweder aus Batterien, Akkus oder dem normalen Stromnetz über entsprechende Adapter. Sie lädt den Blitzkondensator C auf eine Spannung zwischen 350 V und 500 V auf. Das sollte bei frischen Batterien oder vollgeladenen Akkus in 5 s bis 7 s erfolgt sein, diese Zeit nennt man Blitzfolgezeit. Bei teilentleerten Batterien oder Akkus muss man bis zu 60 s warten. Eine ausreichende Spannung am Kondensator C wird in der Regel am Blitzgerät angezeigt. Die Spannungsversorgung muss also die geringe Batteriespannung (3 V bis 6 V) erheblich herauftransformieren, was durch Sperrwandler oder andere Konstruktionen erreicht wird. Die Batterien (oder Akkus) müssen dabei für die Batteriegröße erheblichen Strom (> 1 A) liefern können. Die meisten Amateurgeräte erlaubten für einen Batteriesatz 20 bis 40 Aufnahmen, Profigeräte mit größeren Blei-Akkumulatoren erlaubten weitaus mehr Blitze.

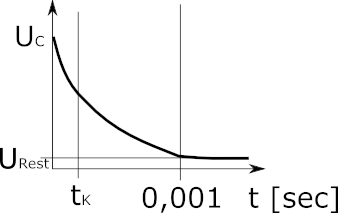
Bild 4: Verlauf der Spannung am Blitzkondensator

Ist der Kondensator aufgeladen, ist das Gerät aufnahmebereit. Nach dem Auslösen der Aufnahme wird in der Kamera durch den sich öffnenden Verschluss ein Kontakt geschlossen, der über den Synchronkontakt (extern oder im Blitzschuh integriert) die Zündeinrichtung im Blitzgerät aktiviert. Diese gibt einen Hochspannungsimpuls auf die Zündelektrode, die sich in der Regel außerhalb der Blitzröhre befindet, mit dem Inneren also keinen elektrischen Kontakt hat.

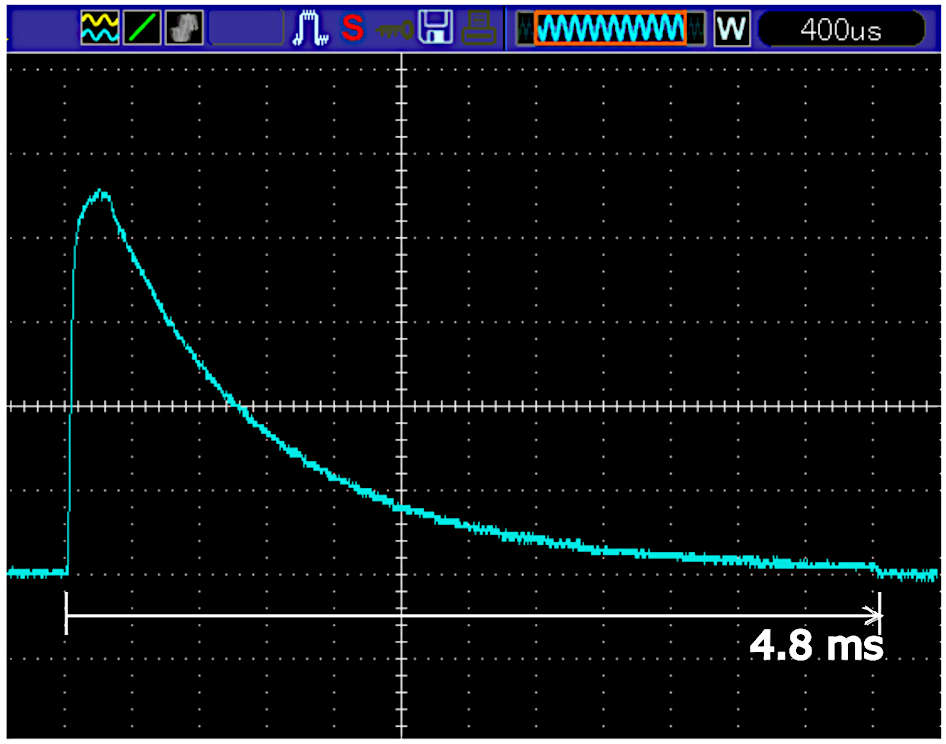
Lichtintensität eines ungeregelten Elektronenblitzes

Dieser Impuls bewirkt eine Ionisierung des Gases (Neon, Xenon) in der Blitzröhre. Dadurch wird der elektrische Widerstand in der Blitzröhre so klein, dass die am Kondensator liegende Spannung ausreicht, in der Blitzröhre ein Plasma zu erzeugen. Diese Plasmastrecke hat einen sehr kleinen elektrischen Widerstand. Bei Geräten mit geringer Leistung wird der Kondensator binnen 1/1000 s bis auf eine geringe Restspannung entladen und das Plasma erlischt. Geräte mit höherer Leistung verfügen über größere Kondensatoren, deren Entladung länger dauert. Es werden aber nur die Intensitäten t0.1 (obere 10 %) oder t0.5 (obere 50 %) als Blitzzeiten interpretiert.
Die Aufnahme ist beendet und der Kameraverschluss kann schließen.

### Computerblitzgeräte der ersten Generation

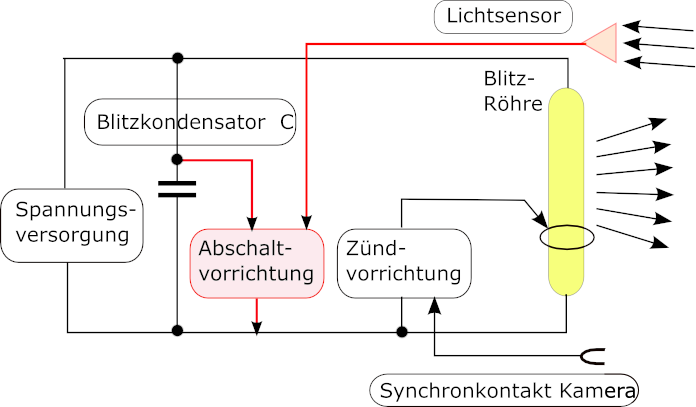
Bild 2: Prinzipschaltbild Computerblitzgerät (erste Generation)

In Bild 2 kann man erkennen, wie in den geregelten Blitzgeräten der ersten Generation die Steuerung der abgegebenen Lichtmenge technisch ausgeführt wurde: Parallel zum Blitzkondensator wurde eine Schalteinrichtung gesetzt, die über einen Sensor das vom Objekt reflektierte Licht registrierte. War die reflektierte Lichtmenge mit dem voreingestellten Wert identisch, so wurde die Schalteinrichtung aktiviert, die den Kondensator sofort kurzschloss (tk in Bild 4). Die Spannung am Kondensator brach deshalb sofort zusammen, was zu einem Verlöschen des Plasmas in der Blitzröhre führte.
Technisch wurde die Regelung so gelöst, dass über eine Fotodiode oder einen Fototransistor das reflektierte Licht aufgenommen wurde. Je mehr Licht diese Elemente erhalten, desto mehr Strom lassen sie fließen. Dieser Strom wird in einem Kondensator integriert. Die am Kondensator anliegende Spannung ist deshalb ein Maß für die bisher erfolgte Belichtung des Objekts durch den Blitz. Hat die Spannung eine eingestellte Schwelle erreicht, so wird ein Thyristor gezündet, der parallel zum Blitzkondensator liegt. Dieser Thyristor muss hohe Impulsströme vertragen können, denn der Kurzschluss des Blitzkondensators erzeugt Impuls-Spitzenströme bis zu mehreren hundert Ampere. Es gab auch Konstruktionen, bei denen der „externen“ Blitzröhre eine zweite „interne“ Blitzröhre, auch „Quenchröhre“ genannt („quench“ kommt aus dem Englischen und bedeutet technisch „etwas wegdrücken“), parallel geschaltet war. Diese wurde auf dieselbe Weise wie die externe Röhre gezündet und führte zu einem Verlöschen der externen Röhre. Diese Schaltungsart kam ohne Thyristor aus.
Der Nachteil dieser Konstruktionen war, dass bei jeder Blitzauslösung die volle Energie des Blitzkondensators verlorenging. Die Blitz-Kapazität eines solchen Blitzgeräts war deshalb die gleiche wie bei einem elektronischen Blitzgerät ohne Regelung.

### Computerblitzgeräte der zweiten Generation

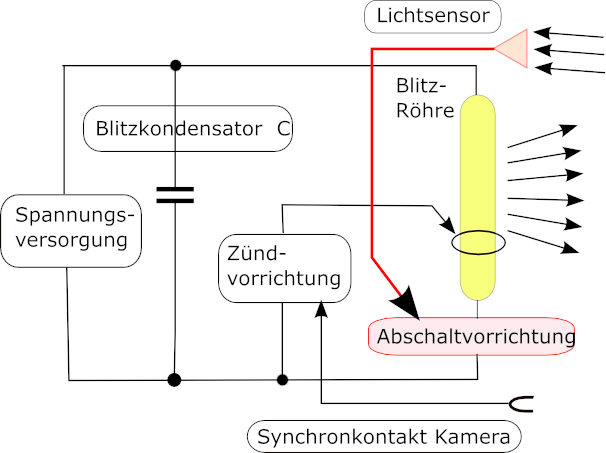
Bild 3: Prinzipschaltbild Computerblitzgerät (zweite Generation)

Schon wenige Jahre nach der Vorstellung des ersten „Computerblitz-Geräts“ kamen die Geräte der zweiten Generation auf den Markt. Wie man auf Bild 3 erkennen kann, wurde die Kurzschluss-Einrichtung durch eine echte Abschaltvorrichtung des Blitzstroms ersetzt. Dadurch geht die im Kondensator gespeicherte Energie beim Abschalten nicht mehr verloren. Die Spannungsversorgung muss meist nur wenig Energie nachliefern. Die Blitzfolgezeiten gingen unter günstigen Umständen auf unter 1 s zurück, auch schnelle Blitzfolgen bei Winder- oder Motorbetrieb der Kamera sind so möglich. Bei gleichen oder gar kleineren Batterien erzielte man eine wesentlich höhere Blitzanzahl pro Batteriesatz (oder pro Akkuladespiel) als bisher. Die Geräte konnten eine ausreichende Blitzbelichtung anzeigen.
Technisch wurde das möglich, weil jetzt Thyristoren mit sehr kurzen Abschaltzeiten zur Verfügung standen. Thyristoren sind Gleichstrom-Schaltelemente, die, wenn gezündet, erst dann wieder abschalten, wenn die Kathode (Minuspol) gleiches oder gar positives Potential gegenüber der Anode (Pluspol) bekommt. Bei der Blitzauslösung wird nicht nur die Zündeinrichtung aktiviert, sondern auch ein Thyristor gezündet, der den Blitzstrom von der Blitzröhre nach Minus leitet. Nach wie vor wird das reflektierte Licht gemessen. Ist die Auslöseschwelle erreicht, so wird ein zweiter Thyristor gezündet, der über einen elektronischen Trick einen kurzen positiven Spannungsimpuls an die Kathode des Hauptthyristors auflegt. Dadurch verliert dieser die Leitfähigkeit, und der Blitzstrom ist abgeschaltet. Eine weitere Vorrichtung prüft, ob in diesem Moment noch eine Spannung am Blitzkondensator liegt, die höher als die Restspannung ist, die bei einem Betrieb ohne Automatik nach dem Verlöschen des Plasmas stehen bleibt. Wird das festgestellt, so wird durch ein Aufleuchten eines Lämpchens angezeigt, dass die Belichtung durch den Blitz ausreichend war.

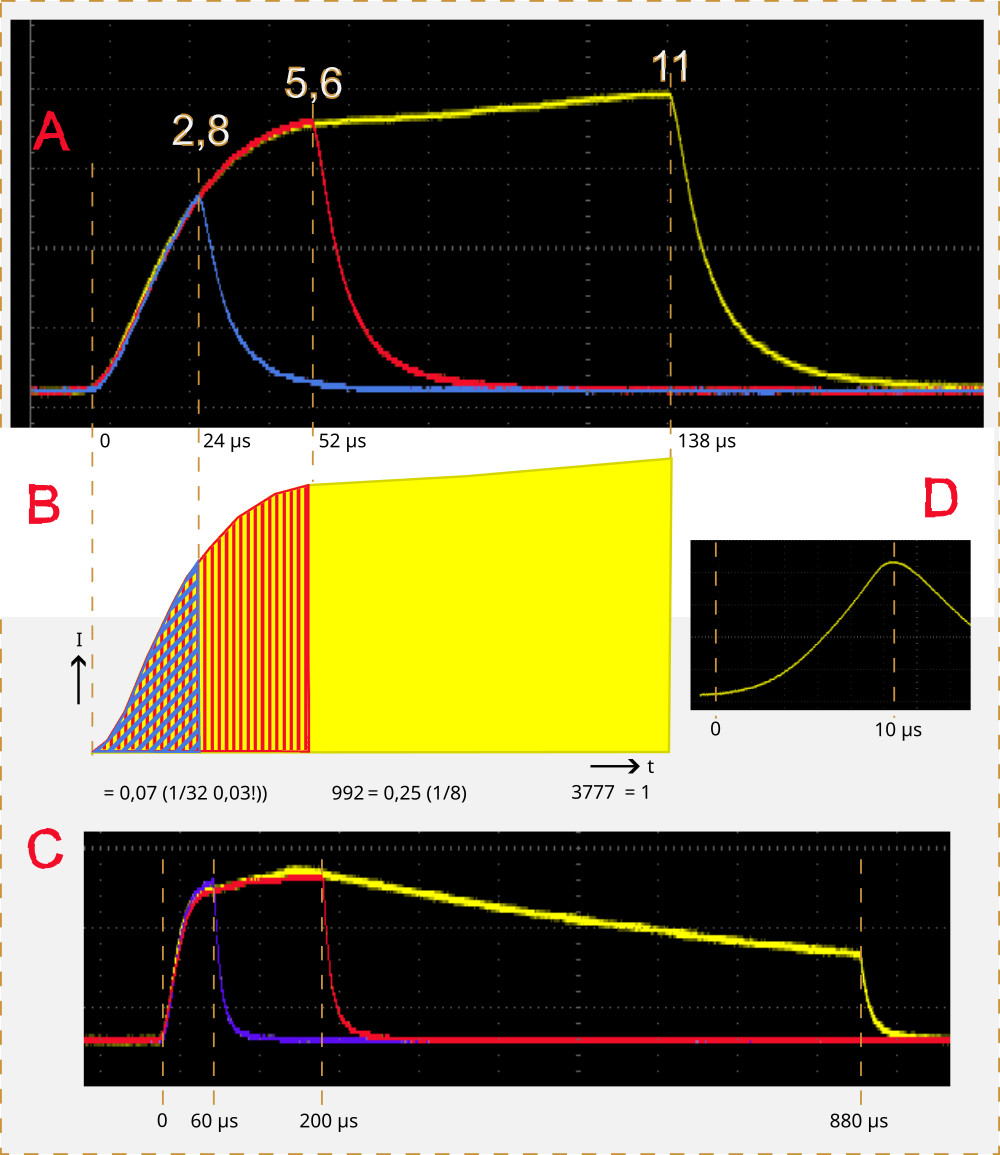
Blitzzeiten eines Computerblitzes

Bei einem geregelten Blitzgerät kann man (hier) drei Arbeitsblenden im Abstand von zwei Blendenwerten einstellen. Die für die Belichtung maßgeblichen Blitzintensitäten sind in Teilbild B gezeigt. Tiefergehende Erläuterungen sind auf der Bildseite auf den COMMONS vorhanden. Die kürzeste Blitzzeit liegt bei ca. 10 µs.
Auf dieser Basis arbeiten die Geräte bis heute.

## TTL-Steuerung
Die ersten Blitzgeräte leuchteten den Bildwinkel eines Normalobjektivs aus, ca. 45°. Bei Tele- oder Weitwinkelobjektiven oder indirektem Blitzen (z. B. gegen die Decke) kann der im Blitzgerät eingebaute Sensor die Situation nicht korrekt erfassen. Fehlbelichtungen können die Folge sein.
Deshalb lag es nahe, die Blitzbelichtung in der Kamera zu messen. Dabei sitzt der Sensor in der Kamera hinter dem Objektiv und misst das von der Filmebene reflektierte Licht. Die Messungen werden über zusätzliche Kontakte im Blitzschuh an die Elektronik im Blitzgerät weitergegeben. Diese Messmethode wird TTL (engl. Through The Lens) genannt (wie auch die normale Belichtungsmessung in Spiegelreflexkameras).
Leider konnten sich die Hersteller nicht auf einen gemeinsamen Anschluss einigen. In Deutschland wurde deshalb das SCA-300- und später das SCA-3000-System entwickelt, mit dem sich auch Fremd-Blitzgeräte (z. B. von Metz, Cullmann u. a.) an die proprietären Anschlüsse der großen Kamerafirmen anschließen lassen.
Die Steuerung über den Blitzschuh verhinderte früher eine Loslösung des Blitzgeräts von der Kamera. Hier hatte das TTL-System seine Grenzen oder erforderte unhandliches Zubehör, wie Verlängerungskabel. Heute können TTL-fähige Blitzgeräte mit TTL-Daten-übertragenden Funkfernauslösern problemlos über Distanzen von bis zu 100 m fernausgelöst werden.
Verfeinerungen des TTL-Systems sind Vorblitze des Blitzgerätes, die von der Kamera über TTL-Sensoren mit mehreren Sektoren noch vor der Abgabe des eigentlichen Hauptblitzes zur Ermittlung des Motivkontrastes ausgewertet werden (erstmals 1992 bei der Spiegelreflexkamera Nikon F90 vorgestellt). Damit ist eine noch wesentlich genauere Steuerung der Blitzbelichtung gerade bei sehr kontrastreichen oder kontrastschwachen Motiven möglich.
Studioblitzanlagen lassen sich aber auch über TTL-Regelung steuern, wobei die manuelle Kontrolle bzw. Steuerung mit Blitzbelichtungsmessern und Polaroid-Sofortbildern von den erfahrenen Berufsfotografen meist bevorzugt wird.

## Belichtungssteuerung

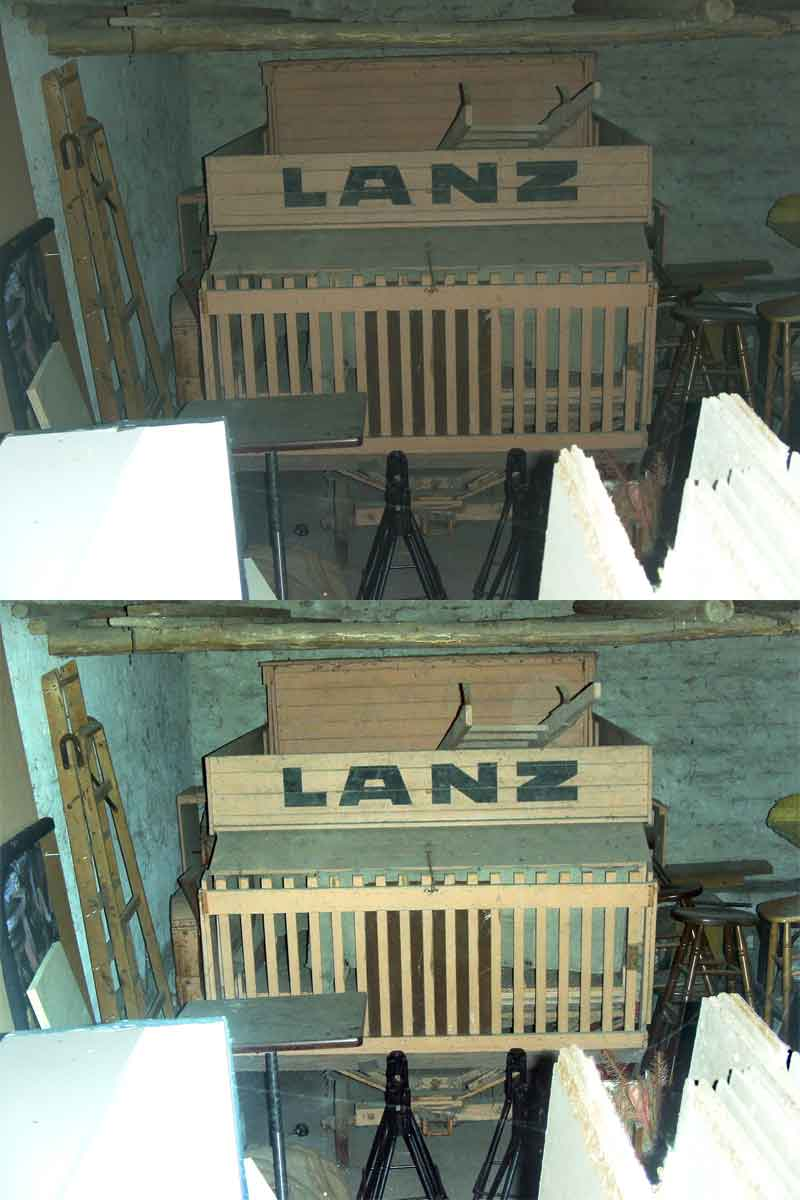
Das obere Bild zeigt eine Blitzlichtaufnahme mit zu schwachem Blitz.
Das untere Bild zeigt eine Blitzlichtaufnahme mit ausreichendem Blitz.

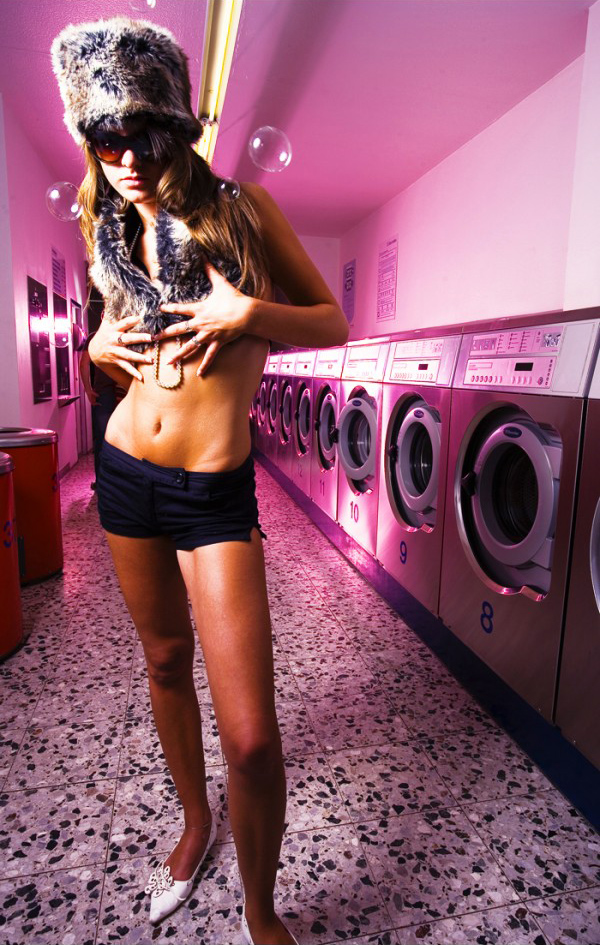
Farbig geblitztes Bild

Die Belichtungssteuerung erfolgt bei Blitzaufnahmen durch die eingestellte Blende und die Lichtleistung des Blitzgeräts. Bei Studio-Blitzgeräten und besseren Blitzgeräten kann man zudem den Reflektor schwenken und ggf. drehen, um nicht direkt, sondern indirekt mit dem von einer weißen Fläche (z. B. Raumdecke) reflektierten Licht zu blitzen. Die Verschlusszeit hat, außer in Sonderfällen, keinen Einfluss auf die eigentliche Blitzbelichtung. Besonders komfortabel ist eine in die Kamera eingebaute Belichtungsautomatik, die sowohl den Blitz als auch die Objektivblende steuern kann. Aber auch Elektronenblitzgeräte mit eigenständiger Lichtsteuerung erlauben in der Regel zuverlässig korrekte Blitzaufnahmen. Ohne solche Automatiken benötigt man einen Blitzbelichtungsmesser, oder man arbeitet nach Tabellen und Erfahrungswerten. Eine gute Hilfestellung sind auch die Histogramme moderner digitaler Kameras. Um möglichst kurze Blitzsynchronzeiten zu erreichen, muss der Ablauf der Verschlussvorhänge möglichst schnell sein. Dafür hat man im Laufe der Zeit verschiedene effiziente Techniken entwickelt.
Sogenannte Systemblitzgeräte arbeiten eng mit der Kamera zusammen und entlasten im Automatikbetrieb den Fotografen von solchen Einstellungen. Sie passen die Blitzleistung und/oder die Blende an die aktuelle Lichtsituation an. Dabei wird – in nicht zu dunkler Umgebung – oft noch eine lange Belichtungszeit gewählt, um das vorhandene Licht (Available Light) einzufangen und durch den Blitz die Lichtstimmung möglichst wenig zu stören.
Bei vielen Blitzgeräten kann man die Leitzahl auch stufenweise verringern (meist auf 1/2, 1/4, 1/8 usw.).
Bei Mehrfachbelichtung ist der Intermittenzeffekt zu berücksichtigen.

## Verwendung in Digitalkameras
Die Reflexionseigenschaften der Bildwandler von Digitalkameras sind mit der eines Kleinbildfilms nur bedingt zu vergleichen. Eine TTL-Steuerung über die Auswertung der Reflexionen vom Bildwandler führt deshalb unter Umständen zu unbefriedigenden Ergebnissen und steht so bei den meisten Digitalkameramodellen nicht zur Verfügung.
Die Blitzbelichtung wird deshalb vielfach über einen Vorblitz ermittelt. Teilweise geht auch die am Objektiv eingestellte Entfernung (Autofokus oder Handeinstellung) in die Berechnung der Blitzdauer ein. Diese Vorblitzmessungen werden z. B. bei digitalen Spiegelreflexkameras von Canon (E-TTL; E-TTL 2), Nikon (D-TTL, I-TTL), Pentax (P-TTL) und Konica Minolta/Sony (ADI) angewendet.

## Künstliche Belichtungsverlängerung

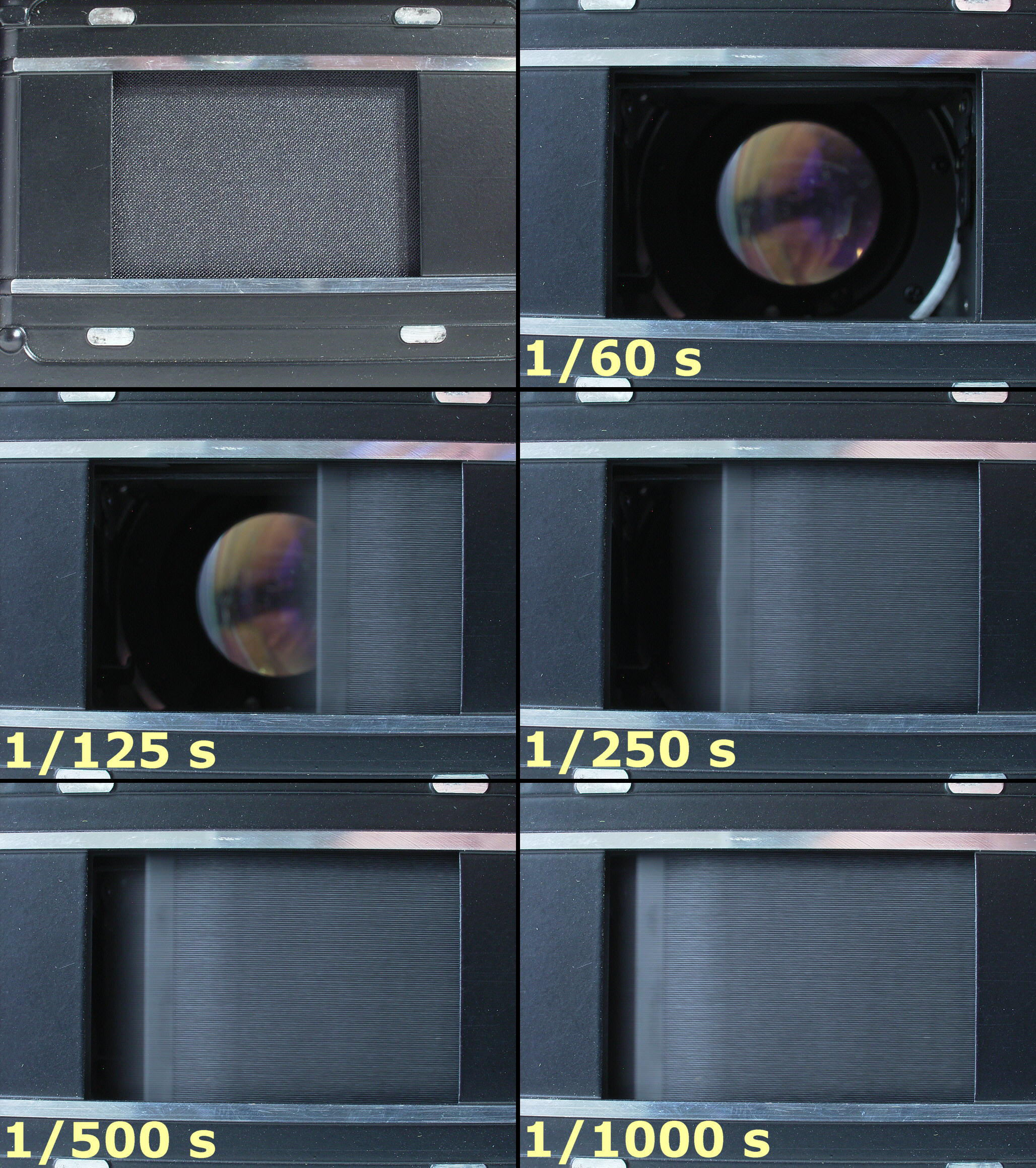
Ein Schlitzverschluss gibt bei kürzeren Zeiten als der kürzesten Blitzsynchronzeit nur einen Teil des Bildfensters frei

Ein Problem beim Blitzen existiert bei Kameras mit Schlitzverschluss. Diese Konstruktion wird in der Regel bei einäugigen Spiegelreflexkameras benutzt. Von langen Verschlusszeiten, zum Beispiel 1 Sekunde, abwärts gesehen , bleibt nur bis zur sogenannten Synchronzeit der zweite Verschlussvorhang ganz zurück, wenn der erste Vorhang schon die Endstelle erreicht hat. Nur dann ist noch für einen Moment die gesamte Bildfläche freiliegend, und das geblitzte Bild, das vom ersten Vorhang beim Erreichen der Endstellung ausgelöst wird, ist noch vollständig.
Diese Synchronzeit liegt bei modernen Kleinbildkameras im Bereich 1/45 bis 1/250 Sekunde (mit Zentralverschlüssen und elektronischen Verschlüssen bis 1/500 Sekunde, teilweise noch kürzer). Bei kürzeren Verschlusszeiten läuft der zweite Vorhang schon los, wenn der erste noch auf dem Weg ist. Das ist der Belichtungsschlitz, der dieser Verschlussart den Namen gibt. Wird jetzt vom ersten Vorhang der Blitz ausgelöst, dann ist ein Teil des Negatives verdeckt, und es wird nur ein schmaler Streifen des Negatives mit Blitz belichtet.
Die Firma Olympus hatte für das OM-Kamerasystem erstmals einen Computerblitz gebaut, der für diese Situation eine ganze Staffel extrem kurzer Einzelblitze (Stroboskop) abfeuert und deshalb auch mit Schlitzverschluss Blitzen im Bereich auch kürzer als die übliche Synchronzeit erlaubt. Diese sogenannte Highspeed-Synchronisation wurde von allen großen Herstellern von Kameras im Kleinbildbereich übernommen. Voraussetzung ist die Verwendung eines geeigneten Systemblitzgerätes. Die Spiegelreflexkamera Minolta Dynax 9 erreicht in Verbindung mit einem geeigneten Blitzgerät durch eine ähnliche Technik Blitzsynchronzeiten von 1/12.000 Sekunden.

## Image Fulgurator
Der Image Fulgurator (lateinisch so viel wie Blitzwerfer) bezeichnet eine 2007 patentierte Erfindung von Julius von Bismarck.